# CTOS

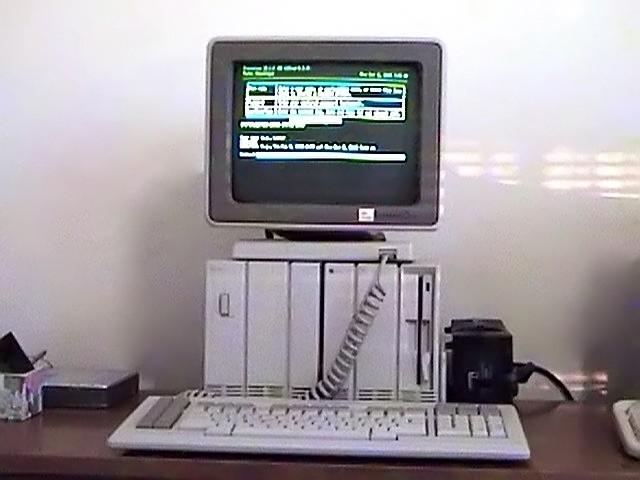
Ein Burroughs B25 unter CTOS

Das Convergent Technologies Operating System, auch bekannt unter den Namen CTOS, BTOS und STARSYS, war ein 1980 erschienenes und 1996 eingestelltes modulares, multiprozess-basiertes Betriebssystem der Firma Convergent Technologies.
Convergent Technologies’ erstes Produkt war das IWS (Integrated Workstation), welches auf dem Intel-8086-Prozessor aufsetzte und CTOS als Betriebssystem implementierte. Das Nachfolgeprodukt NGEN wurde später von Bosch (Telenorma) in Lizenz übernommen und vertrieben.

## Eigenschaften
Das CTOS-Betriebssystem basierte auf einem 4-KB-Echtzeit-Microkernel, dieser beinhaltete
- Multitasking
- Netzwerkanbindung
- Mehrere Prozesse und Threads
- Nachrichtenbasierte Interprozesskommunikation

Der Kernel interpretierte die Nachricht und leitete die Nachricht an die Ressource weiter, welche die Nachricht beantworten konnte. Dabei spielte es keine Rolle, ob die Antwort von dem lokalen System oder einem entfernten System stammte. Jede CTOS-Workstation verwaltete eine Ressourcentabelle. Beim Erhalt einer Nachricht überprüfte der Microkernel, ob zu dieser Nachricht eine lokale Ressource existierte, wenn nicht, versuchte der Kernel die Nachricht über das Netzwerk zu einer als Server agierenden CTOS-Instanz zu delegieren.
Durch dieses System konnten so schon 1986 auf dem 8086 basierende Netzwerksysteme (RS422/307K Baud) aufgebaut werden, die es ermöglichten, innerhalb eines „Clusters“ von maximal 16 Workstations gemeinsam an Datenbanken (Datamanager), Multiplan-Tabellen oder Texten zu arbeiten.
Interessant war, dass dieses System anfangs mit dem vollständigen Quellcode ausgeliefert wurde und dem Anwender ein komplettes „Office“-Paket aus Data-Manager, Multiplan und Textverarbeitung zur Verfügung stand. Neben Assembler, Basic und Pascal standen auch Fortran- und Cobol-Compiler zur Verfügung. ISAM- und SAM-Dateiformate sowie ein Font-Designer als auch 3270, RJE und AT-Emulatoren waren wie bei Großrechnern vorhanden. Das System konnte über ein Netzwerkmodul sowohl mit TCP/IP-Netzwerken als auch mit SNA-Netzwerken kommunizieren. Auch wurde bei Bedarf dem Spieltrieb der Anwender entsprochen und schon ein Ratten-Fang-Spiel für die Text-Matrix-Systeme und ein Hubschraubersimulationsspiel für die Grafik-Systeme ausgeliefert, als auf den übrigen Systemen noch horizontal springende Tennisbälle oder waagrecht fliegende Untertassen per Tastaturklicks getroffen wurden.

## Hardware
Die Hardware der Systeme umfasste zu Beginn 8″-, später 5,25″-Floppy-Disks und 5-MB- bis 20-MB-Festplatten (Burroughs B20 / 8086 5 MHz 256–640 KB RAM). Später wurde ein modular aufgebautes Hardwaresystem (NGEN) entwickelt, dessen Hardwarekomponenten mit einfachen Hebel-Klemmverbindungen in einer Reihe zusammenzubauen waren. Durch ein Bussystem miteinander verbunden, konnte das gewünschte Workstation-System aus Prozessor (Intel 8088, 80286 / 80386 ... 5 MHz 128 KB bis 512 KB RAM), Mono-Grafik-Einheit (15″ 9×11Pix/28×80Zeilen) oder Color-Grafiksysteme mit Maus, Festplatte (5–100 MB), Bandeinheit, Floppy, ISDN-Box und sogar einem Hardware-PC-Emulator (80286) aufgebaut werden, wobei die Einzelkomponenten jeweils austausch- und kombinierbar waren. Dieser Systemaufbau war seiner Zeit weit voraus, konnte sich jedoch gegen die preislich günstigere und technisch einfachere Konkurrenz von Apple, Commodore, Amiga und PC nicht durchsetzen. Das Betriebssystem war je nach Distributor wie ein UNIX-System zu bedienen, bei Bull-Systemen war die Bedienung extrem einfach und rein über Toplevel-Kommandos bedienbar. Des Weiteren hatte Bull verschiedene Bürokommunikationsprogramme im Angebot, Textverarbeitung, Tabellenkalkulation und erweiterte Anbindungsmöglichkeiten an Großrechner von Bull und IBM waren sowohl über X.25 als auch TCP/IP möglich.

## Verbreitung
Firmen, welche CTOS lizenzierten, waren Burroughs (BTOS) und Bull Computer (STARSYS). Der größte Lizenznehmer war Unisys. In Deutschland wurde die Hardware von Burroughs (B20/B21/B22), von TELENORMA / Bosch (NGEN / TNOS), MDS Hero (Mohawk Data Sciences) und von Bull Computer (Questar 400 Serie / Q400 / Q410 / Q420 / Q460) angeboten. Convergent Technologies und Unisys fusionierten 1988. 1996 wurde CTOS eingestellt.